# 2025 у Європейському Союзі
Події 2025 року в Європейському Союзі.

## Діючі особи
Головування в Раді Європейського Союзу
- Польща (Січень – червень)
- Данія (Липень – грудень)

## Події

### Заплановані події
- 8 січня–2 лютого – Чемпіонат світу з гандболу серед чоловіків 2025 року в Хорватії, Данії та Норвегії.[1]
- Січень – другий тур виборів президента Хорватії 2024 року .
- 8–17 березня – Всесвітні зимові ігри Спеціальної Олімпіади 2025 року в Турині.[2]
- 18 травня 2025 року в Польщі відбудуться вибори президента.
- 1 липня – очікується, що Болгарія прийме євро і стане 21-ю державою-членом єврозони.[3]
- 28 вересня 2025 року в Німеччині відбудуться федеральні вибори.
- Жовтень – у Чехії відбудуться чергові парламентські вибори.

### Огляди
- Європейський Союз
- Історія Європейського Союзу
- Ревю Європейського Союзу
- Політичний устрій Європейського Союзу
- Хронологія історії Європейського Союзу[en]
- Історія Європейського Союзу з 2004
- Європейська комісія

### Відповідні часові рамки для поточного періоду
- 2025 рік
- 2025 рік в Європі[en]
- 2020-ті роки